# Clubiona kayashimai
Clubiona kayashimai là một loài nhện trong họ Clubionidae.
Loài này thuộc chi Clubiona. Clubiona kayashimai được Hirotsugu Ono miêu tả năm 1994.